# Vic Nurenberg
Victor ("Vic") Nurenberg (Niederkorn, 22 november 1930 – Nice, 22 april 2010) was een Luxemburgs voetballer. Nurenberg won met OGC Nice driemaal de Ligue 1 en tweemaal de Coupe de France. Tevens won hij met Spora Luxemburg tweemaal de Beker van Luxemburg.
Hij overleed op 79-jarige leeftijd.